# كازوتاكا كوموري
كازوتاكا كوموري  (小森 一孝)‏ (1943 – نوفمبر 1971) وهو سياسي ياباني يميني متطرف، وعضو وناشط في الجناح اليميني لمجموعة «دنتاي أيوكو» المقربة من السياسي اليميني المتطرف ساتوشي أكاو في عام 1960، في سن السابعة عشر، ذهب كوموري إلى منزل ناشر مجلات طوكيو البارز هوجي شيماناكا بقصد قتله رداً على قصة خيالية للكاتب شيتشيرو فوكازاوا المطبوعة في إحدى مجلات شيماناكا التي وصفت بالإطاحة وتحريض على قتل عائلة الإمبراطورية اليابانية لم يكن شيماناكا في المنزل، لكن قام كوموري بقتل خادمة المنزل وطعن زوجة الناشر.
لاحقًا حوكم على كوموري كشخص بالغاً بالسجن لمدة 15 عامًا أتت هذه الجريمة متزامنة مع اغتيال رئيس الحزب الاشتراكي الياباني أسانوما إنيجيرو على يد أوتويا ياماغوتشي أدى إلى اعتقال ساتوشي أكاو عام 1961 توفي كوموري فيما بعد في السجن عام 1971.

## النشأة
ولد كوموري في ناغازاكي باليابان في 25 مايو 1943. انتحرت والدته تاتسو عندما كان صبيا صغيرا. وصفه جيرانه فيما بعد بأنه طفل «متقلب المزاج»، وفي المدرسة الثانوية تم إدخاله ذات مرة إلى مستشفى للأمراض العقلية بعد تعرضه لانهيار عصبي. بعد تخرجه من المدرسة الثانوية، تجول في أنحاء البلاد لتولي وظائف مختلفة. في 3 يناير 1961، انضم إلى الحزب الوطني الياباني الأكبر حزب ساتوشي أكاو اليميني المتطرف البارز، وانسحب من الحزب قبل ساعات فقط من هجومه على منزل شيماناكا.

## الهجوم
في 1 فبراير 1961 ، في سن 17 ، ذهب كوموري إلى منزل ناشر طوكيو البارز هوجي شيماناكا بقصد قتله انتقامًا من قصة خيالية كتبها شيتشيرو فوكازاوا نُشرت في مجلة Chūō Kōron التي وصفت الإطاحة والقتل في العائلة الإمبراطورية اليابانية. القصة، التي سخرت من احتجاجات أنبو الأخيرة ، صورت سلسلة من الأحلام تم فيها قطع رأس الإمبراطور الحاكم والإمبراطورة ، جنبًا إلى جنب مع ولي العهد والأميرة. لم يكن شيماناكا في المنزل لكن كوموري قتل خادمته البالغة من العمر 51 عامًا وأصاب زوجة الناشر بجروح خطيرة. فر كوموري في البداية من مكان الحادث ، لكنه سلم نفسه فيما بعد للشرطة.

## ما بعد الهجوم
حوكم كوموري كشخص بالغ وحُكم عليه بالسجن 15 عامًا. أدى هذا القتل واغتيال إينجيرو أسانوما على يد أوتويا ياماغوتشي إلى اعتقال بن أكاو عام 1961. توفي كوموري في السجن عام 1971.

## روابط خارجية
- 嶋 中 事件 (باليابانية)
- 主張412 : 早 稲 田 大学 新聞 会(باليابانية)